# دانشکده داروسازی زنجان
دانشکده داروسازی دانشگاه علوم پزشکی زنجان یکی از دانشکده‌های داروسازی ایران وابسته به دانشگاه علوم پزشکی زنجان در زنجان است.

## تاریخچه
دانشکده داروسازی زنجان در سال ۱۳۸۵ بنیانگذاری شد. هم‌اکنون ریاست این دانشکده را حامد قویمی برعهده دارد.